# Anolis ustus
Anolis ustus — вид ігуаноподібних ящірок родини анолісових (Dactyloidae). Мешкає в Мексиці і Центральній Америці.

## Поширення і екологія
Anolis ustus мешкають на південному сході Мексики, в Гватемалі і Белізі, зокрема на півострові Юкатан.